# Господарка на злото 2
„Господарка на злото 2“ (на английски: Maleficent: Mistress of Evil) е американски 3D фентъзи филм, продуциран от Walt Disney Pictures, режисиран от Юахим Рьонинг, по сценарий на Линда Улвъртън, Мика Фицерман-Блу и Ноа Харпстър, продължение е на „Господарка на злото“ (2014), с Анджелина Джоли, която се завръща да изиграе Злодеида. Ел Фанинг, Сам Райли, Имелда Стонтън, Джон Темпъл и Лесли Манвил се завръщат да изиграят предишните си роли, с Харис Дикинсън, който замества Брентън Туейтс от първия филм, и Чуетел Еджиофор, Ед Скрейн и Мишел Пфайфър се присъединяват в актьорския състав като нови персонажи.
След излизането на първия филм през май 2014 г. Джоли заявява, че е възможно продължение. Проектът е официално обявен на следващия юни, а Джоли хаема през април 2016 г. Рьонинг, който режисира и „Карибски пирати: Отмъщението на Салазар“ (2017 г.) Филмът получава смесени отзиви от критиците, с критики, насочени към „заглушения сюжет и прекалено изкуствените визуализации“, но похвали за изпълненията на Джоли, Фанинг и Пфайфер. Получава номинация за Оскар за най-добър грим и прическа.
Филмът излиза на екран на 18 октомври 2019 г. в САЩ.

## Актьорски състав
| Актьор          | Роля                    |
| --------------- | ----------------------- |
| Анджелина Джоли | Злодеида                |
| Ел Фанинг       | Аврора                  |
| Мишел Пфайфър   | Кралица Ингрит          |
| Сам Райли       | Диавал                  |
| Чуетел Еджиофор | Конъл                   |
| Ед Скрейн       | Бора                    |
| Харис Дикинсън  | Принц Филип             |
| Имелда Стонтън  | Блатиче                 |
| Джуно Темпъл    | Синчец                  |
| Лесли Манвил    | Бодливка                |
| Робърт Линдзи   | Крал Джон               |
| Уоруик Дейвис   | Лакейко                 |
| Джен Мъри       | Герда                   |
| Дейвид Гиаси    | Пърсивал                |
| Джуджит Шешкони | Шрайк, фея от джунглата |
| Мияви           | Удо, фея от тундра      |
| Кае Александър  | Ини, фея от пустинята   |
| Алин Моват      | Разкавачката            |
| Ема Макленън    | Пинто                   |